# Sven Marquardt

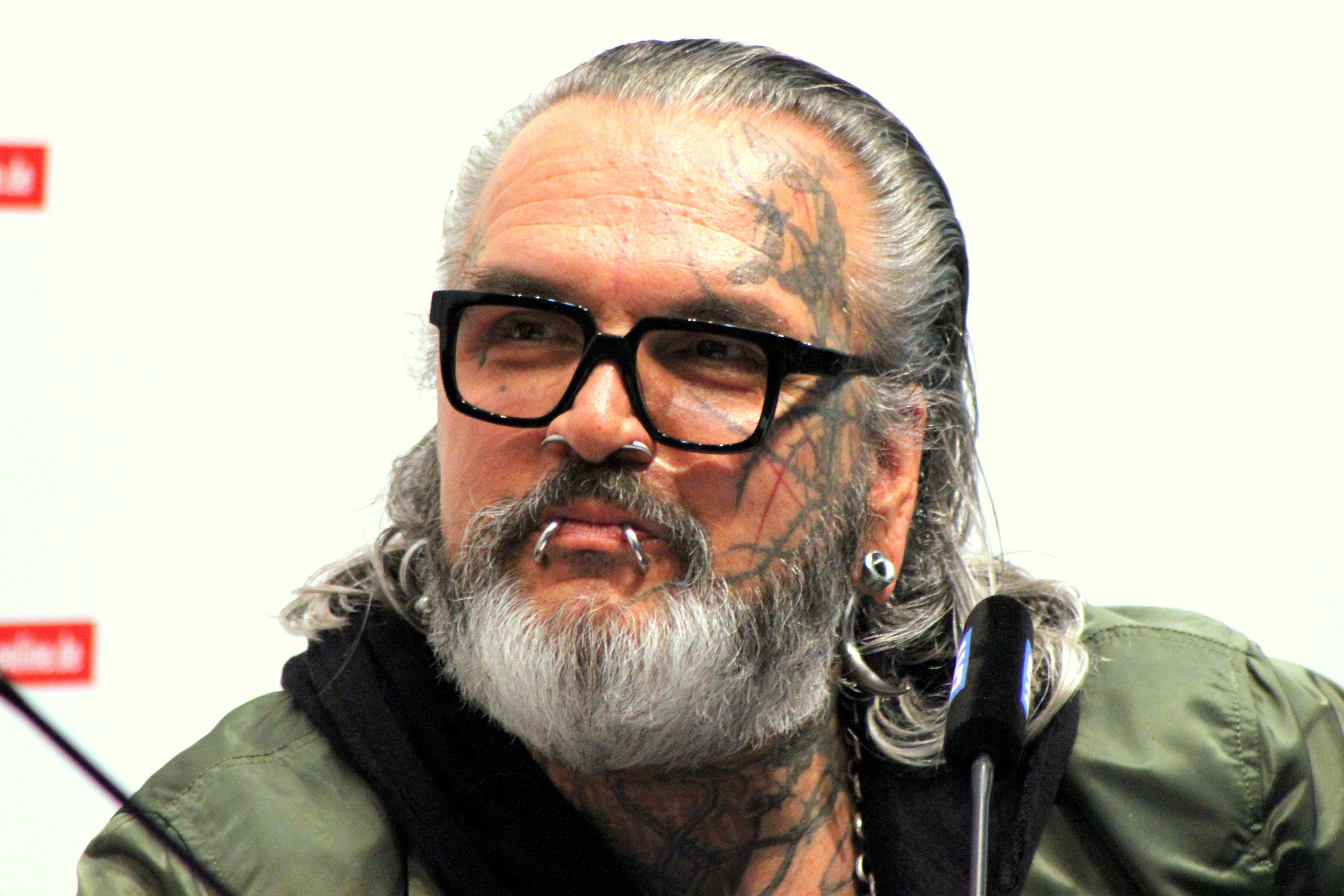
Sven Marquardt auf der Leipziger Buchmesse 2015

Sven Marquardt (* 3. Februar 1962 in Ost-Berlin) ist ein deutscher Fotograf und Türsteher des Technoclubs Berghain.

## Leben

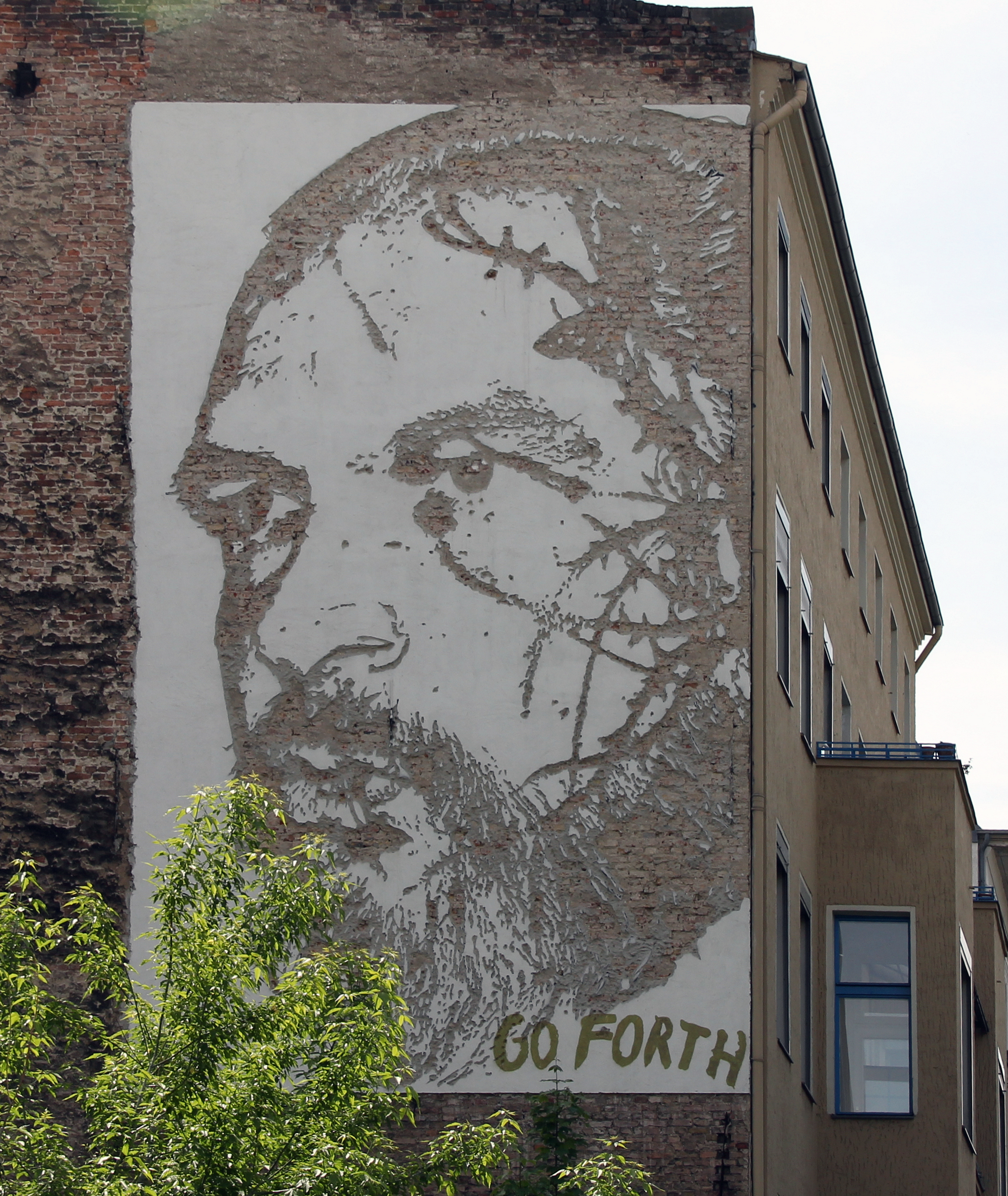
Wandrelief am Haus Potsdamer Straße 151, in Berlin-Schöneberg

Sven Marquardt wuchs in Ost-Berlin auf. Sein Vater war Autobahnbauer, seine Mutter medizinisch-technische Assistentin. 1982 begann er seine Ausbildung als Fotograf und Kameramann bei der DEFA. Nach ersten Veröffentlichungen in den Zeitungen Sonntag und Das Magazin war er von 1985 bis 1986 Assistent von Rudolf Schäfer. Als Modefotograf arbeitete er bis Ende der 1980er Jahre für die Zeitschrift Sibylle um Roger Melis und Arno Fischer. In der Dokumentation „Ein Traum in Erdbeerfolie“ über die Modewelt der DDR tritt er als Zeitzeuge auf.
1987/1988 nahm er an der X. Kunstausstellung der DDR teil und wurde 1988 Mitglied im Verband Bildender Künstler. Marquardt, dessen Bilder „das Innen und Außen seiner Existenz in der Großstadt beschrieben“ und „exaltierte Träume von Lust und Angst“ inszenierten, war fotografischer Dokumentarist der DDR-Subkultur.
Nach der Wende zog sich Marquardt zunächst aus der Fotografie zurück: „Ich hatte das Gefühl, nichts mehr sagen zu können“, sagte er dazu später in einem Interview mit der Zeit.
In den 1990er Jahren begann Marquardt für seinen Bruder Oliver Marquardt (DJ Jauche) bei Partys in der Diskothek Ostgut als Türsteher zu arbeiten. Als das Ostgut 2003 schloss, begann er wieder als Fotograf zu arbeiten. Mit dem Umzug ins Berghain und dessen Aufstieg zu einer bekannten Adresse wurde Sven Marquardt zu einer Symbolfigur des Berliner Nachtlebens, indem er nach wie vor fast jedes Wochenende an der Eingangstür des Clubs über den Einlass der Gäste wacht, meist jedoch unterstützt von anderen Türstehern.
Rosa von Praunheim porträtierte Marquardt 2012 im Rahmen der Filmreihe Rosas Welt.
Seine 2014 erschienene Autobiografie verfasste er zusammen mit Judka Strittmatter, einer Enkelin des DDR-Schriftstellers Erwin Strittmatter.
2023 trat Sven Marquardt im vierten Teil der John-Wick-Saga auf. In seiner Rolle Klaus führt er John Wick zu einem fiktiven Berliner Club.

## Ausstellungen
- Seelenkamerad, 2004, Trolley Berlin.[14]
- 13 Monde, Galerie Viaux, Berlin 2007.[15]
- Merry Karnowsky Gallery, Berlin, 2009.[16]
- In Grenzen frei, Kunstgewerbemuseum Berlin, 2009.[17]
- Übergangsgesellschaft, Akademie der Künste, Berlin 2009.[18]
- Götterdämmerung, Palazzo Saluzzo Paesana, Turin 2014[19]
- Marquardt, Waschhaus Potsdam, Potsdam 2015[20]
- future's past, Espronceda, Barcelona 2016[21]
- future's past, Yuchengco Museum, Manila 2016[22]
- Black box (mit Marcel Dettmann), Polygon Gallery, Vancouver 2018[23]
- Rudel, Warehouse, Beirut 2018[24]
- PACK, Galerie Deschler, Berlin 2018[25]
- Stageless, Friedrichstadtpalast, Berlin 2020[26]
- Stageless, C/O Berlin, Berlin 2020[27]
- Stageless: Second Act, C24 Gallery, New York 2022[28]
- NYC/22, Galerie Deschler, Berlin 2023[29]

## Veröffentlichungen
- Zukünftig vergangen: Fotografien 1984–2009. Mitteldeutscher Verlag, Halle 2010, ISBN 978-3-89812-723-3.
- Heiland. Mitteldeutscher Verlag, Halle 2011, ISBN 978-3-89812-768-4.
- mit Judka Strittmatter: Die Nacht ist Leben: Autobiographie. Ullstein Extra, Berlin 2014, ISBN 978-3-86493-025-6.
- Wild verschlossen. Mitteldeutscher Verlag, Halle 2015, ISBN 978-3-95462-457-7.
- mit Esther Perbrandt und Nikolas Mockridge: Fleischmann. Distanz Verlag, Berlin 2021, ISBN 978-3-95476-447-1.

## Filme
- Rosas Welt – 70 neue Filme von Rosa von Praunheim (Kurzfilm Der härteste Türsteher Berlins), 2012
- Berlin Bouncer, 2019, Regie: David Dietl
- Schönheit & Vergänglichkeit, 2019, Regie: Annekatrin Hendel[30]
- John Wick: Kapitel 4, 2023, Regie: Chad Stahelski[31]